# Paris ist eine Reise wert
Paris ist eine Reise wert est un téléfilm allemand réalisé par Paul Martin et diffusé en 1966.

## Synopsis
Une histoire musicale et parisienne en 13 tableaux.

## Fiche technique
- Titre original : Paris ist eine Reise wert[1]
- Réalisation : Paul Martin
- Musique : Charly Niessen
- Pays d'origine :  Allemagne
- Format : noir et blanc — 35 mm — monophonique
- Genre : comédie, film musical
- Date de diffusion : 20 octobre 1966 en  Allemagne

## Distribution
- Gus Backus : l'Américain
- Bibi Johns : l'hôtesse
- Willy Millowitsch : un détective
- Fernandel : un détective
- Mac Ronay
- Franck Fernandel
- Rudolf Schock
- Eva Schreiber
- Maria Litto
- Die 5 Dops
- Dorthe Kollo
- Wolfgang Rahtjen
- Milva
- Margo Lion
- Hélène Tossy
- Robert Klupp
- Fritz Horn und die Brutos